# Constance van Toulouse
Constance van Toulouse (1178 - 1260) was als echtgenote van Sancho VII van Navarra koningin van Navarra.
Constance was de dochter van Raymond VI van Toulouse en Beatrix van Béziers. In 1195 huwde ze met koning Sancho VII van Navarra. In 1200 scheiden ze, waarschijnlijk omdat er geen kinderen werden geboren. Hierna zou ze hertrouwen met graaf Pierre Bermund IV van Anduze (?-1215)